# Pałac Karola Gebhardta
Pałac Karola Gebhardta – jeden z najstarszych zachowanych pałaców w Łodzi, pierwotnie należący do Karola Gebhardta, położony przy ul. Pomorskiej 18.

## Historia
W 1856 r. pochodzący z Wrocławia Karol Gebhardt otrzymał od łódzkiego magistratu parcelę przy ul. Średniej (obecnie: ul. Pomorska). Do 1860 r. zdołał wybudować pałac wraz z 2 oficynami, drukarnią, farbiarnią, stajnią, wozownią oraz kurnikiem. W 1861 r. wybudował ogrodzenie, a ze względu na zadłużenie w tym samym roku sprzedał pałac Władysławowi Kochanowskiemu. Nabywca jednak nie był w stanie spłacić Gebhardta, w związku z czym interweniował komornik, a posesję przejęło wojsko rosyjskie, stacjonujące tu w trakcje powstania styczniowego, ponadto jako swoją siedzibę budynek przejął naczelnik wojenny Łodzi, pułkownik Aleksander von Broemsen. W 1866 r. budynek został zlicytowany – nowym nabywcą został Izrael Ginsberg, który kupił obiekt za 15 tys. rubli. W 1871 r. budynek za 30 tys. rubli kupił Bank Handlowy w Łodzi, założony m.in. przez Karola Scheiblera i Leopolda Kronenberga. W 1887 r. zrealizowano przebudowę pałacu wg projektu Hilarego Majewskiego, a kolejne przebudowy były wg projektu K. Sokołowskiego. W 1899 r. zrealizował on przebudowę gmachu w stylu neorenesansowym. Pałac był siedzibą banku do 1913 r. W 1918 r. pałac nabyło małżeństwo – Adela i Herman Gruenspanowie, którzy zapłacili 550 tys. marek polskich. Herman Gruenspan zmarł w 1932 r., zostawiając po sobie długi, w związku z czym w 1936 r. obiekt zlicytowano i budynek za 270 tys. marek polskich kupiła łódzka żydowska gmina wyznaniowa. W budynku umieszczono wówczas siedzibę rabinatu, zarządu gminy żydowskiej, a także salę ślubów. W trakcie II wojny światowej pałac przeszedł w ręce niemieckich okupantów – zamieszkiwali go niemieccy żołnierze, natomiast po jej zakończeniu, otworzono w nim Wyższą Szkołę Rolniczą, a następnie Wydział Chemii i Fizyki Uniwersytetu Łódzkiego. W 1997 r. budynek odzyskała gmina żydowska. Po generalnym remoncie właściciele utworzyli w budynku synagogę z mykwą, będącą pierwszą żydowską łaźnią rytualną w Łodzi po 1945 r., dom seniora, dom gościnny „Linat Orchim” dla przybyszów, a także biura i sale wykładowe oraz koszerną restaurację i kawiarnię „Cafe Tuwim”.